# James Lent
James Lent (ur. w 1782 w Queens, zm. 22 lutego 1833 w Waszyngtonie) – amerykański polityk, członek Partii Demokratycznej.

## Działalność polityczna
W okresie od 4 marca 1829 do śmierci 22 lutego 1833 przez dwie kadencje był przedstawicielem 1. okręgu wyborczego w stanie Nowy Jork w Izbie Reprezentantów Stanów Zjednoczonych.